# Pandemonium (Pretty Maids)
Pandemonium è il dodicesimo album in studio dei Pretty Maids, pubblicato nella primavera 2010 dall'etichetta discografica Frontiers Records.

## Tracce
Tutte le canzoni sono scritte da Ronnie Atkins e da Ken Hammer, tranne Pandemonium e Final Day of Innocence, scritte da Ronnie Atkins, Ken Hammer e Morten Sandager.
1. Pandemonium
2. I.N.V.U.
3. Little drops of Heaven
4. One World One Truth
5. Final Day of Innocence
6. Cielo Drive
7. It Comes at Night
8. Old Enough to Know
9. Beautiful Madness
10. Breathless
11. It comes at Night (Remix) (Bonus Track)

### Formazione
- Ronnie Atkins – voce
- Ken Hammer - chitarra
- Kenn Jackson - basso
- Allan Tschicaja – batteria
- Morten Sandager – tastiere